# Эмпорион
Эмпорион, или Эмпории (др.-греч. Έμπόριον, лат. Emporiae, кат. Empúries / Эмпуриэс, исп. Ampurias / Ампурьяс) — первая древнегреческая колония на Пиренейском полуострове. Название означает просто эмпорий. Остатки расположены на территории Сан-Марти-д'Ампуриас (кат. Sant Martí d'Empúries) в муниципалитете Ла-Эскала в Каталонии.
Город был основан примерно в 575 году до н. э. греческими колонистами из ионического города Фокея. До 500 года до н. э. город входил в зону влияния колонии Массалии (современный Марсель), после стал независимым городом-государством. Это первый город на территории современной Каталонии, где чеканили местные монеты — драхмы. 
Завоевание Испании Римом началось с Эмпориона в 218 году до нашей эры, когда во время Второй Пунической войны сюда высадился римский десант под командованием генерала Публия Корнелия Сципиона. В Средние века служил центром названного в честь него графства Ампурьяс.

## История
Эмпорион был основан греческими колонистами на небольшом острове в устье реки Флувья — в регионе, где в древности жили индигеты. Этот город стал известен как Палайаполис, «старый город». К 550 году до н.э. жители переехали на другой берег реки, создав Неаполис,  то есть «новый город». Современное устье реки находится примерно в 6 км к северу от античных развалин. Главными богами колонии были Зевс и Асклепий.
После завоевания Фокея, персидским царем Киром II в 530 г. до н.э., население нового города значительно увеличилось, за счет притока беженцев. Перед лицом сильного давления со стороны Карфагена, город сумел сохранить свой независимый греческий характер. Были заключены политические и коммерческие соглашения с коренным населением, давно поселившимися в соседнем городе Индика. Расположенный на прибрежном коммерческом маршруте между Массалией (Марсель) и Тартессом на крайнем юге Испании, город превратился в крупный экономический и торговый центр, а также в крупнейшую греческую колонию на Пиренейском полуострове.
Во время Пунических войн, Эмпорион вступил в союз с Римом . Отсюда началось завоевание Испании Сципионом в 218 году до н. э., после которого Эмпорион долгое время сохранял самоуправление. Во время противостояния между Помпеем и Юлием Цезарем горожане приняли сторону Помпея, поражение которого обернулось для них утратой остатков автономии. Около Индики был отстроен новый центр региона — колония римских ветеранов, названная Emporiae (Эмпории).
С начала новой эры Эмпорион начал терять свой экономический ресурс, будучи не в состоянии конкурировать с Таррако (Таррагона) и Барсино (Барселона). В конце III века одним из первых городов в Испании принял христианских проповедников. В том же веке греческий город был заброшен, в то время как римский город сохранял значение как место чеканки монет и проведения церемоний вплоть до набегов викингов в середине IX века. Чеканка снова началась при графе Ампурьяса Уго II (1078–1117). Окончательно поселение было заброшено в XVI веке.